# Changé (Mayenne)
Changé é uma comuna francesa na região administrativa da Pays de la Loire, no departamento de Mayenne. Estende-se por uma área de 34,68 km². Em 2010 a comuna tinha 6 322 habitantes (densidade: 182,3 hab./km²).